# Bassus brevicauda
Bassus brevicauda är en stekelart som beskrevs av Muesebeck 1932. Bassus brevicauda ingår i släktet Bassus och familjen bracksteklar. Inga underarter finns listade.